# Быков, Владислав Иванович
Владисла́в Ива́нович Бы́ков (1930—1985) — советский дипломат. Чрезвычайный и полномочный посол.

## Биография
Член КПСС. На дипломатической работе с 1953 года.
- В 1953—1954 годах — сотрудник центрального аппарата МИД СССР.
- В 1954—1957 годах — сотрудник посольства СССР в Чехословакии.
- В 1957—1958 годах — сотрудник центрального аппарата МИД СССР.
- В 1958—1960 годах — сотрудник консульства СССР в Магдебурге (ГДР).
- В 1960—1963 годах — сотрудник посольства СССР в ГДР.
- В 1963—1965 годах — слушатель ВДШ МИД СССР.
- В 1965—1967 годах — сотрудник посольства СССР в Израиле.
- В 1967—1973 годах — на ответственной работе в центральном аппарате МИД СССР.
- В 1973—1976 годах — на ответственной работе в центральном аппарате ЦК КПСС.
- В 1976—1982 годах — генеральный консул СССР в Западном Берлине.
- В 1982—1985 годах — начальник Консульского управления МИД СССР.